# True Audio
The True Audio (TTA) ist ein freier Codec zur verlustfreien Audiodatenkompression von einer russischen Programmierergruppe. Er basiert auf adaptiven Vorhersagefiltern.

## Merkmale
Der offizielle Encoder akzeptiert unkomprimiertes lineares PCM-Material aus WAV-Audiodateien mit Sample-Tiefen von ganzzahligen 8, 16, 24 Bit wie auch 32-Bit-Gleitkomma-Daten.
Das Format bietet
- Echtzeitverarbeitung,
- Metadaten per ID3v1 und ID3v2,
- Fehlertoleranz,
- ist kompatibel zum Replay-Gain-Standard und
- tauglich für den Matroska-Container

Es unterstützt kein Streaming und keine RIFF-Chunks.